# Uniwersytet Wielkotyrnowski im. Świętych Cyryla i Metodego
Uniwersytet Wielkotyrnowski im. Świętych Cyryla i Metodego (bułg. Великотърновски университет „Св. св. Кирил и Методий“) – bułgarska szkoła wyższa z siedzibą w Wielkim Tyrnowie, założona w 1963, początkowo jako Wyższy Instytut Pedagogiczny im. Braci Cyryla i Metodego.

## Historia
Ideę uruchomienia drugiego uniwersytetu w Bułgarii podjęli w 1963 historyk Aleksandyr Burmow i pisarz Penio Rusew. Pierwsze pomieszczenia, które przejęła uczelnia należały wcześniej do więzienia wielkotyrnowskiego. 15 września 1963 nastąpiło uroczyste otwarcie nowej uczelni. W swojej tradycji nawiązywała ona do działającej od XIV w. w Wielkim Tyrnowie szkoły wyższej.
W pierwszym roku działalności naukę na uczelni tyrnowskiej podjęło 340 studentów, kształcących się w czterech specjalnościach. Kadrę nauczającą stanowili wykładowcy, pracujący dotąd na Uniwersytecie Sofijskim. 
Uchwałą Rady Państwa Ludowej Republiki Bułgarii nr 586, z 13 października 1971 Wyższy Instytut Pedagogiczny został podniesiony do rangi uniwersytetu. Pierwszym jego rektorem został prof. Żelio Awdżijew.
Struktura uniwersytetu obejmuje obecnie 9 wydziałów (42 katedry). Uczelnia posiada własne wydawnictwo i bibliotekę z zasobem przekraczającym 380 tys. woluminów.

## Wydziały
- Wydział Filologiczny
- Wydział Historyczny
- Wydział Prawny
- Wydział Pedagogiczny
- Wydział Filozoficzny
- Wydział Ekonomiczny
- Wydział Matematyki i Informatyki
- Wydział Teologiczny
- Wydział Sztuk Pięknych

## Rektorzy Uniwersytetu
- prof. Aleksandyr Burmow
- prof. Żelio Awidżijew
- doc. Władimir Popow
- prof. Stanio Georgijew
- prof. Iwan Stojanow
- prof. Iwan Charalampijew
- prof. Płamen Legkostup
- prof. Christo Bondżołow